# Мирзоян, Оксен Аракелович
Оксен (Огсен) Аракелович Мирзоян (арм. Հոկսեն Միրզոյան; род. 11 июня 1961 года, Ангехакот, Армянская ССР) — советский тяжелоатлет, тренер, пятикратный чемпион СССР (1982, 1983, 1986, 1988, 1991), чемпион Европы (1983), чемпион мира (1983), чемпион Олимпийских игр (1988), многократный рекордсмен мира. Заслуженный мастер спорта СССР (1984). Заслуженный тренер Армении (1998).

## Биография
Родился 11 июня 1961 года в селе Ангехакот Сисианского района Армянской ССР. В 1965 году его семья переехала в село Баграмян Эчмиадзинского района.
В 1977 году начал заниматься тяжёлой атлетикой под руководством Ашота Виласяна и уже в следующем году смог выполнить норму мастера спорта СССР. В 1981 году выиграл чемпионат мира среди молодёжи, после чего вошёл в состав национальной сборной СССР. В 1983 году стал победителем чемпионата мира и Европы в Москве. В ходе этих соревнований он установил новые мировые рекорды в толчке и по сумме упражнений. Был фаворитом Олимпийских игр в Лос-Анджелесе, но не смог принять в них участие из-за решения политического руководства СССР о бойкоте Игр советскими спортсменами. На проходившем через месяц после окончания Олимпиады турнире «Дружба-84» дважды улучшил мировые рекорды в рывке, но в итоге проиграл Наиму Сулейманову из Болгарии. На Олимпийских играх в Сеуле занял второе место, но после того как занявший первое место болгарский атлет Митко Граблев был уличён в применении допинга и дисквалифицирован, титул олимпийского чемпиона перешёл к Оксену Мирзояну.
В 1993 году Оксен Мирзоян завершил свою спортивную карьеру и перешёл на общественную и тренерскую работу. В 1998–2004 годах был президентом Федерации тяжёлой атлетики Армении и главным тренером национальной сборной по этому виду спорта. С 2004 года является вице-президентом Национального олимпийского комитета Армении и директором ереванской спортивной школы по тяжёлой атлетике. Тренировал своего сына, чемпиона Европы (2009) Аракела Мирзояна и своего племянника, серебряного призёра чемпионата Европы (2011) Араика Мирзояна.